# جنون سرعت
نیاز برای سرعت (به انگلیسی: Need For Speed) یا جنون سرعت عنوان یک فرنچایز بازی ویدئویی به سبک مسابقه‌ای است که قبلا توسط گوست گیمز توسعه می یافت و به‌وسیله الکترونیک آرتز منتشر می‌شد اما در حال حاضر توسط کرایتریون ساخته می شود. این بازی محصول شرکت بلک باکس از زیر شرکت الکترونیک آرتز است.
اولین شماره آن با نام جنون سرعت در سال ۱۹۹۴ منتشر شد و الان نیز ادامه دارد.

## نسخه‌های گوناگون بازی
سری بازی‌های جنون سرعت عبارت‌اند از:
- جنون سرعت (سال ۱۹۹۴)
- جنون سرعت ۲ (سال ۱۹۹۷)
- رالی وی (سال ۱۹۹۷)
- جنون سرعت ۳: تعقیب شدید (سال ۱۹۹۸)
- جنون سرعت: مخاطره بزرگ (سال ۱۹۹۹)
- جنون سرعت: پورشه لگام‌گسیخته (سال ۲۰۰۰)
- شهر موتور آنلاین (سال ۲۰۰۱)
- جنون سرعت: تعقیب شدید ۲ (سال ۲۰۰۲)
- جنون سرعت: مسابقات زیرزمینی (سال ۲۰۰۳)
- جنون سرعت: مسابقات زیرزمینی ۲ (سال ۲۰۰۴)
- جنون سرعت: تحت تعقیب (سال ۲۰۰۵)
- جنون سرعت تحت تعقیب: ۰—۱—۵ (سال ۲۰۰۵)
- جنون سرعت: کربن (سال ۲۰۰۶)
- جنون سرعت کربن: تصاحب شهر، برای کنسول‌های دستی (سال ۲۰۰۶)
- جنون سرعت: پرو استریت (سال ۲۰۰۷)
- جنون سرعت: مخفی (سال ۲۰۰۸)
- جنون سرعت: تغییر (سال ۲۰۰۹)
- جنون سرعت: نیترو و جنون سرعت: دنیا در پاییز ۲۰۰۹[۲]
- جنون سرعت: هات‌پرسوت (سال ۲۰۱۰)
- تغییر ۲: لگام‌گسیخته (سال ۲۰۱۱)
- جنون سرعت: فرار (سال ۲۰۱۱)
- جنون سرعت: تحت تعقیب ۲ (سال ۲۰۱۲)
- جنون سرعت رقبا (سال ۲۰۱۳)
- جنون سرعت: بدون محدودیت (سال ۲۰۱۵)
- جنون سرعت (سال ۲۰۱۵)
- جنون سرعت: بازپرداخت (سال ۲۰۱۷)
- جنون سرعت: حرارت (سال ۲۰۱۹)
- جنون سرعت آنباند (سال ۲۰۲۲)